# جنة جنة جنة
جنة جنة جنة مطلع أغنية في حب الوطن من تأليف الشاعر العراقي كريم العراقي ومن تلحين جعفر الخفاف وغناها رضا الخياط في سنة 1982.

قام كريم العراقي بتسجيل حقوق التأليف لنفسه، إذ نسبها كُثر لأنفسهم، كما غناها كُثر من المطربين منهم ماجد المهندس وسعاد عبد الله، مما ساهم في انتشارها وشهرتها في عدد من الدول العربية. 

## تاريخ هذه الأغنية
يروي الشاعر كريم العراقي في مقابلة له أن الأغنية كتبت في بيت رضا الخياط بالصالحية جانب مقر الإذاعة في بغداد، بحضور جعفر الخفاف في المراحل الأولى من بداياتهم الفنية. وكان اجتماعهم لتحضير ألبوم أغاني لرضا، حينما طلب شقيق رضا عباد عبد الكريم من كريم أن يعطيه كلمات أغنية بسيطة للاطفال، ساهم الملحن جعفر الخفاف بتلحين مطلعها ليتطور الأمر في اللقاء الثاني لتتكامل معالم الأغنية عندما أكمل عباد عبدالكريم تلحينها.
القصيدة مكتوبة وزنياً على بحر المتدارك: فاعِلُن فاعلن فاعلن فاعلن *** فاعِلُن فاعلن فاعلن فاعلن.
جاء في كلمات الأغنية العراقية الأصل: " جنة جنة جنة والله يا وطنا، يا وطن يا حبيب يا بو تراب الطيب، حتى نارك جنة، زينة زينة زينة نحمل بإيدينا، وندعي بالسعادة القرية والمدينة، ادعوا يا أهلنا، جنة جنة جنة والله ويا وطنا".

## في سوريا
اشتهرت أغنية «جنة جنة جنة» بشكل خاص في سوريا أثناء مظاهرات الثورة السورية ضد نظام الأسد عندما غناها عبد الباسط الساروت بذات اللحن؛ ولكن بكلمات محورة أورد فيها المناطق السورية الثائرة.